# Ad providam
Ad providam е папска була на римския папа Климент V, издадена на събора във френския град Виен на 2 май 1312 г., с която имотите на ликвидирания Орден на тамплиерите се предават в собственост на Ордена на хоспиталиерите.
Булата е издадена на основание на предходна була на папа Климент V – „Vox in excelso“, издадена по-рано на същия събор – на 22 март 1312 г., с която официално е разпуснат ордена на тамплиерите. С „Ad providam“ се приключва процеса на ликвидиране на ордена, като неговите имоти се предават в собственост на Ордена на рицарите-йоаните, по известни като хоспиталиери.